# Постиндустриално общество
Постиндустриално общество е общество, което преминава през фазата на доминиране от вторичния икономически сектор и се придвижва към структура на общество, базирано на осигуряването на информационни услуги, иновация, финанси и услуги.
Характеристики:
- Преминаване от снабдяването със стоки към услуги.
- Знанието се превръща в ценен капитал („общество на знанието“ [1]).
- Създаването на идеи е основният начин за задвижване на икономиката.
- Глобализация, автоматизация.
- Приложение и допълване с бихейвиористични и информационни науки и технологии.